# مقاطعة فورو
مقاطعة فورو (بالإنجليزية: Võru County)‏ هي مقاطعة في إستونيا، تتبع إستونيا، بلغ عدد سكانها 33٬426  نسمة، في 1 يناير 2014، عاصمتها فورو (بلدة)، تبلغ مساحتها 2٬305 كيلومتر مربع.